# Batalha de Cucha
Campanha Tangue contra Cucha (Kucha), foi uma campanha militar liderada pelo general do Império Tangue, Axina Xir, contra o estado de Cucha, na Bacia do Tarim, em Sinquião, que estava em sintonia com o canato turco ocidental. O conflito teve início em 648 e terminou a 19 de janeiro de 649, após a rendição das forças cuchanas; na sequência de um cerco de quarenta dias em Aquesu. Soldados cuchanos tentaram ocupar o reino com o apoio do canato turco ocidental, porém acabaram derrotados pelo exército Tangue.
A corte Tangue estabeleceu uma guarnição militar em Cucha e firmou o estado oásis sob a governação do protectorado Anxi. As hostilidades entre o canato turco ocidental e o Império Tangue persistiram após a queda de Cucha. O Império Tangue foi mais tarde anexada ao canato, depois de uma expedição militar em 657.

## Antecedentes

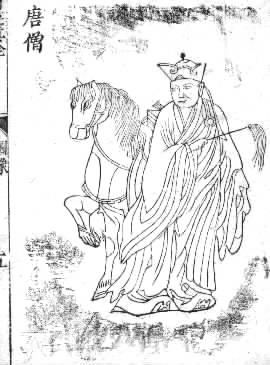
Retrato do monge Xuanzang que visitou Cucha em 630

Cucha, um reino situado na Bacia do Tarim, era um estado arrendatário do canato turco ocidental. Sob o reinado do Imperador Gaozu, o rei Suvarnapushpa (chinês: Sufabuxi) rendeu homenagem à corte Tangue, em 618. Em 630, o sucessor de Suvarnapushpa, Suvarnadeva (chinês: Sufadie) expôs-se enquanto estado vassalo da corte Tangue. Suvarnadeva tinha hospedado um monge budista da seita Hinaiana, Xuanzang quando este visitou Cucha nesse mesmo ano.
Cucha passou a apoiar Caraxar quando o estado oásis fez uma aliança matrimonial com os turcos ocidentais e deu por terminada a relação tributária com a corte Tangue, em 644. O rei de Cucha, Suvarnadeva, renunciou a suserania com os Tangue e aliou-se com os turcos ocidentais. Em resposta, o imperador Taizong envia uma campanha militar contra Caraxar, liderada pelo general Guo Xiaoke.
Caraxar foi sitiada em 644 por Guo. O exército Tangue derrotaram o domínio, capturaram o rei e um membro pró-Tangue da família real foi entronizado como governante. O novo rei foi deposto pelos turcos ocidentais logo depois e os turcos ocidentais recuperaram a soberania sobre Caraxar. Suvarnadeva morreu entre 646 e 648, e o seu irmão Haripuspa (chinês: Helibuxibi) herdou o trono como rei de Cucha. Apesar de Haripuspa ter enviado duas embaixadas em tributo à corte Tangue, Tangue Taizong já havia decidido punir a posição pro-turca de Cucha ao lançar uma expedição contra o reino.
Em 646 Irbis Seguy dos turcos ocidentais procurou uma princesa chinesa para sua noiva. Em troca, Taizong pediu várias cidades da bacia do Tarim. A recusa de Ibris foi um dos pretextos para a guerra. A maioria do exército expedicionário Tangue era composto por 100 000 soldados de cavalaria enviados pelos aliados Tiele do Império Tangue. O comandante-chefe do exército expedicionário Tangue, Axina She´er era membro da família real dominante do canato turco oriental. Juntou-se às forças Tangues após render-se em 635, e serviu como general que liderou a campanha contra Karakhoja. A sua convivência na região  enquanto ex-governante turco contribuiu para o seu sucesso no comando das campanhas militares contra Cucha e Caraxar. Antes do seu recrutamento como general Tangue, Axina reinou durante cinco, entre 630 e 635, administrando a cidade de Besbalique na bacia de Zungária.

## Campanha

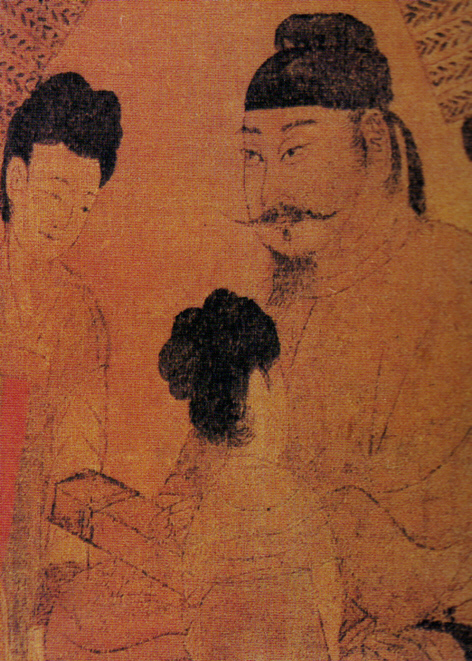
Imperador Taizong lança campanhas militares contra os estados oásis da Bacia do Tarim

Os soldados de Axina estavam organizados em cinco colunas. O exército de Tangue contornou Caraxar e atacou Cucha a partir do norte, movendo-se através da bacia de Zungária, que era território de Chuyue (possivelmente Chiguil) e Chumi, duas tribos turcas aliadas ao estado oásis. O exército de Tangue derrotou os Chuyue e Chumi antes de entrar na bacia do Tarim, na qual o rei de Caraxar fugiu da sua capital e tentou encontrar uma posição defensável nos territórios do leste de Cucha. As forças de Axina Xir perseguiram o rei de Caraxar, aprisionaram-no e depois executaram-no.
As forças que defendiam Cucha, compostas por cerca de 50 000 soldados, foram atraídos para uma emboscada por Axina. Estes perseguiram um grupo de 1 000 cavaleiros usados por Axina como chamariz, mas acabaram por se deparar com as adicionais forças Tangues que montaram um ataque surpresa. As forças cuchanas foram derrotadas e retiradas para Aquesu, um reino próximo na Bacia do Tarim. Axina capturou o rei depois de um cerco de quarenta dias, que acabou com a rendição de Cucha em 19 de janeiro de 649. Um dos oficiais de Axina, que exercia a função de diplomata, persuadiu os caciques da região a renderem-se ao invés de revidar.
Guo Xiaoke, que tinha comandado a primeira campanha Tangue contra Caraxar em 644, foi elegido em Cucha como General-Protector do Protetorado Anxi, ou Protectorado do oeste pacificado. A sede do General-Protector foi então transferida do seu local de origem em Gaochang para Cucha. Enquanto Axina procurava o rei cuchano, Nali, um lorde local, viajava na busca por ajuda dos turcos ocidentais. Guo foi assassinado após os soldados cuchanos retomarem o reino com o apoio militar dos turcos ocidentais. Axina regressou a Cucha, capturou cinco das cidades do reino e forçou as restantes a renderem-se. O domínio Tangue foi restabelecido no estado oásis. O irmão do antigo rei, um yabgu ou vice-rei, sucedeu-o no trono como rei do império Tangue.
O rei de Cucha, Haripuspa, foi levado para a capital Tangue e preso. De acordo com a lei Tangue, a execução era entendida como punição à insurreição. O rei foi perdoado por Taizong e libertado após um  ritual de veneração aos ancestrais do imperador. Foi também nomeado Grande Comandante do Exercito pelos Guardas Militares da Esquerda, um título que recebera do imperador.

## Desfecho

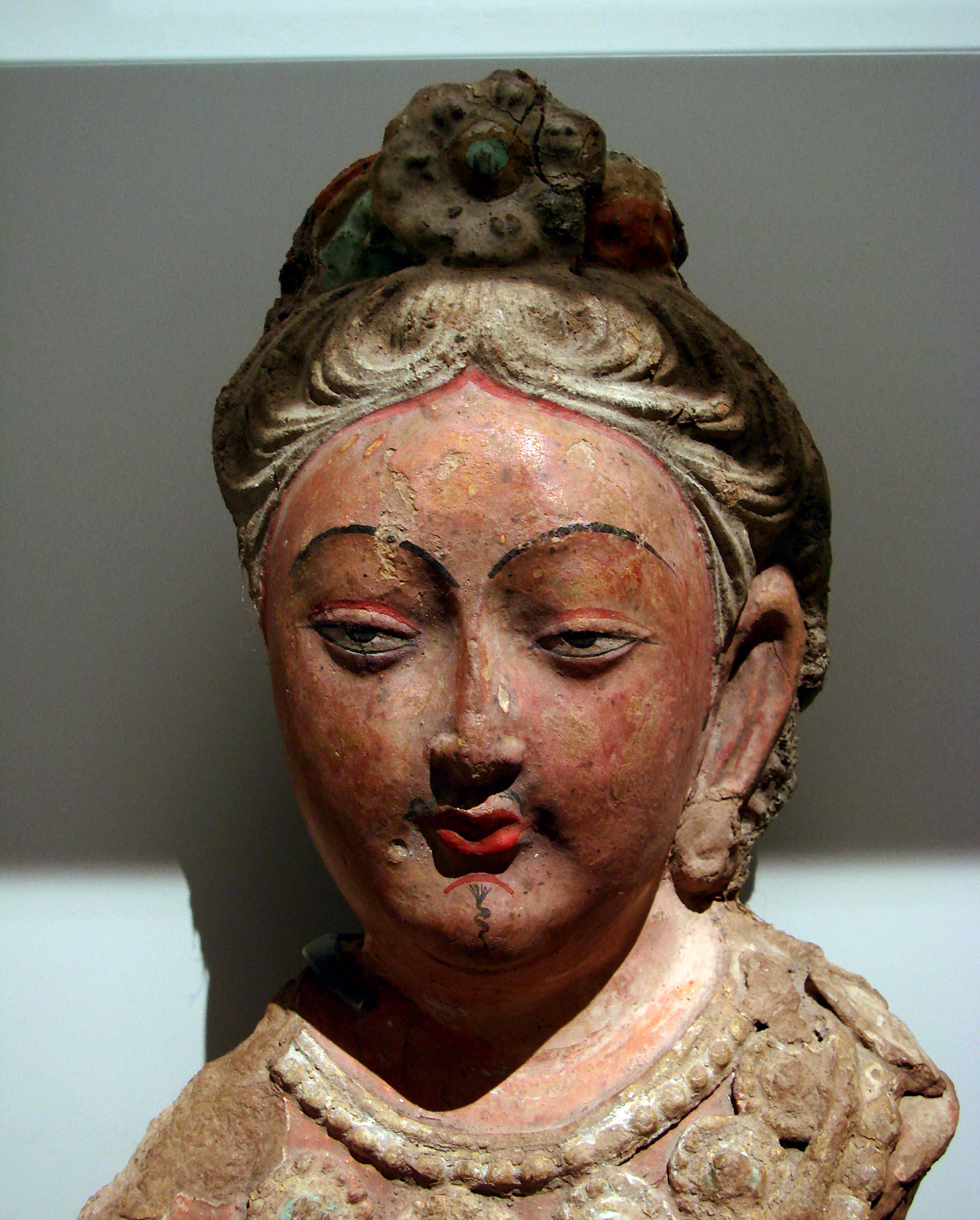
Busto de um bodhisattva de Cucha, século VI—VII

Em retribuição pela morte de Guo Xiaoke, Axina ordenou a execução de onze mil habitantes cuchanos por decapitação. Foi registado que "destruiu cinco grandes cidades e com elas miríades de homens e mulheres... as terras do oeste foram tomadas pelo terror." Depois da derrota de Cucha, Axina enviou para Cotã uma pequena força de cavalaria liderada pelo tenente Xue Uambei, governado pelo rei Yuchi Fushexin. O acordo da invasão persuadiu o rei a visitar a corte Tangue em pessoa.
O exército expedicionário Tangue substituiu Haripuspa pelo seu irmão mais novo (o "yabgu"), erigiu uma estela inscrita em comemoração da sua vitória e retornou para Chang’an com Haripuspa, Nali e o general de Cucha mantidos em cativeiro. Todos os três homens receberam sinecuras e mantiveram-se na corte imperial até 650, quando foram enviados de volta para Cucha depois de ter ficado claro que o vácuo de poder criado pela sua ausência reduzira o reino a um estado de guerra civil e anarquia. A expedição de Cucha também causou a morte do rei pró-turco de Caraxar substituindo-o por um primo, mas não existem provas de que uma guarnição militar Tangue estivesse estacionada em Caraxar entre 648 e 658. Da mesma forma, a viagem forçada do rei Cotã a Changã parece não ter tido influência no envio da guarnição Tangue para Cotã.
A conquista de Cucha estabeleceu as leis Tangues sobre o norte da Bacia do Tarim em Sinquião. A região foi governada pela mesma estrutura administrativa que as prefeituras da China Tangue. Os exércitos Tangue tiveram primeiro que anexar-se a Caraxar e Caracoja, enquanto que Casgar, Cotã e Iarcanda acabaram por se render livremente. Cucha tornou-se o centro do Protectorado Anxi em 649, criado em 640 para administrar as partes de Sinquião controladas pela Império Tangue. A guarnição militar Tangue foi instalada no estado oásis como uma das Quatro Guarnições de Anxi, juntamente com as guarnições que ocupavam Casgar, Cotã e Caraxar.
A queda de Cucha conduziu ao declínio da Bacia do Tarim Indo-Europeia. Enquanto que o governo chinês exercia influência na cultura da região tanto na arte como política, sendo que a mudança mais pronunciada refletiu-se na crescente influência da língua e cultura turca. A estrutura do exército Tangue na Ásia Central contribuiu para esta alteração. A grande maioria dos soldados e generais Tangue instalados na Bacia do Tarim pelos chineses eram de ascendência turca.
OP Império Tangue deu continuidade à guerra contra os turcos ocidentais sob o reinado do Imperador Gaozong, o sucessor de Taizong. Gaozong conduziu uma campanha contra o grão-cã dos turcos ocidentais, Ashina Helu, liderado pelo general Su Dinfang, em 657. O grão-cã rendeu-se, os turcos foram derrotados e os antigos territórios do canato foram consolidados pelos Tangues. Tangue recuou para além das montanhas Pamir no Tajiquistão moderno e Afeganistão após uma revolta turca em 662, mas manteve uma presença militar na região de Sinquião. Os Tangues, Tibetanos e Turcos competiram pela influência na Bacia do Tarim durante o restante período da dinastia. O Império Tangue teve fim em 907 com a renúncia do imperador Ai.